# The Dry – Lügen der Vergangenheit
The Dry – Lügen der Vergangenheit (Originaltitel: The Dry) ist ein australisch-US-amerikanischer Spielfilm des Regisseurs Robert Connolly aus dem Jahr 2020. Die Hauptrollen sind mit Eric Bana, Genevieve O’Reilly, Keir O’Donnell und John Polson besetzt. Das Krimi-Drama basiert auf dem Roman Hitze (Originaltitel: The Dry) von Jane Harper.
Der Film kam am 1. Januar 2021 in die australischen und neuseeländischen und am 21. Mai 2021 in die US-amerikanischen Kinos. 2024 wurde mit Force of Nature: The Dry 2 eine Fortsetzung veröffentlicht.

## Handlung
Federal Agent Aaron Falk, der vor 20 Jahren seine Heimat verlassen hat, kehrt in die australische Kleinstadt Kiewarra zurück, um an der Beerdigung seines Freundes Luke aus Kindertagen teilzunehmen. Luke Hadler soll angeblich seine Frau Karen und seinen Sohn Billy getötet haben, bevor er sich das Leben nahm. 
Die Gemeinde mitten im Nirgendwo scheint nicht nur in dieser Hinsicht Opfer des Wahnsinns geworden zu sein. Eine bereits seit mehr als einem Jahrzehnt anhaltende Dürre hat den Ort völlig verwüstet, wie viele kleine ländliche Städte in Victoria ebenfalls. Das Vieh der Farmer stirbt. Wo einst sanfte, grüne Hügel waren, die Aaron aus seiner Kindheit kannte, bevor er nach Melbourne zog, ist die Landschaft in ein ödes Braun getaucht. Der Fluss, in dem er und Luke zusammen mit Ellie und Gretchen früher zum Schwimmen waren, ist verschwunden. Die Dürre hat überall ihre Spuren hinterlassen.
Die Eltern von Luke können nicht glauben, dass ihr Sohn etwas so Schreckliches gemacht haben soll. Sie wenden sich an Aaron. Er soll den Fall aufklären. Widerwillig verspricht Aaron zu bleiben, um den Fall zu untersuchen und Lukes Unschuld zu beweisen. Er unterstützt den lokalen Ermittler Greg Raco, der sichtlich mit dem Fall überfordert ist. Ihnen fällt auf, dass Luke eine andere Sorte Schrotpatronen besaß, als mit denen der Mord begangen wurde.
In Flashbacks erinnert Aaron sich immer wieder an den Tod der 17-jährigen Ellie Deacon und vermutet, dass diese beiden Verbrechen miteinander in Verbindung stehen, obwohl sie mehr als zwei Jahrzehnte auseinander liegen. Aaron, Luke sowie Ellie und Gretchen waren damals gut befreundet. Am Tag, als Ellie ermordet wurde, war Aaron zum Schwimmen mit ihr verabredet. Die Anschuldigungen von Ellies Vater Mal und ihrem Cousin Grant Dow belasten Aaron immer noch. Wegen dieser Anschuldigungen bekam seine Familie Morddrohungen, was schließlich dazu führte, dass Aaron seinerzeit Kiewarra verließ.
Die Auflösung im letzten Drittel der Geschichte kommt unerwartet. Aaron findet in den Unterlagen von Lukes ermordeter Frau Karen eine Notiz, die darauf hinweist, dass der Schuldirektor Scott Whitlam Geld unterschlagen hatte. Karen, die an der Schule die Buchhaltung erledigte, fand heraus, dass der Schuldirektor ein Problem mit Glückspielen hatte und Stiftungsgelder abzweigte. Aaron berichtet Greg von seinem Fund. Als Aaron und Greg an der Schule ankommen, um Scott zu vernehmen, ist dieser bereits mit einem Benzinkanister in den vertrockneten Buschwald geflüchtet, wo er sich schließlich anzündet. Aaron und Greg stürzen sich auf ihn, um eine Verbreitung des Feuers zu vermeiden, welches wahrscheinlich die Stadt zerstört hätte. Im Rückblick sieht man, wie Scott Luke umbrachte und anschließend zum Haus der Hadlers fuhr, um Karen zu töten. Den Sohn der Hadlers tötete er, weil dieser ihn hätte identifizieren können. Nur Baby Charlotte verschonte er.
Doch auch der Mord an Ellie bekommt eine unerwartete Auflösung. Aaron findet in einer Felsspalte, einem Ort, an dem er sich damals als Jugendlicher mit Ellie traf, einen alten Rucksack mit einem von ihr geschriebenen Tagebuch, wodurch herauskommt, dass sie von daheim fliehen wollte, weil ihr Vater Mal sie missbrauchte. In der finalen Szene sieht man, wie Mal zum Fluss fuhr, als er die Flucht seiner Tochter bemerkte. Man hört anschließend, wie er ihr wütend hinterherjagte, und kann nur mutmaßen, dass er seine Tochter in seiner Wut getötet hat.

## Literarische Vorlage
Der Film basiert auf dem Roman The Dry von Jane Harper. Der Bestseller wurde 2016 von Macmillan Publishers veröffentlicht und erschien im selben Jahr in einer deutschen Übersetzung von Ulrike Wasel und Klaus Timmermann im Rowohlt-Verlag und später auch unter dem deutschen Titel Hitze. Der Titel bezieht sich auf eine extreme Dürre und Hitzewelle, die den Hintergrund der in Victoria spielenden Geschichte bildet.

## Produktion

### Stab und Besetzung
Regie führte Robert Connolly, der gemeinsam mit Harry Cripps Harpers Roman adaptierte.
Eric Bana, einer der Produzenten des Films, spielt in der Hauptrolle Aaron Falk. Martin Dingle Wall verkörpert in Rückblenden seinen alten Freund Luke Hadler. Als Jugendliche werden sie von Joe Klocek und Sam Corlett gespielt.

### Dreharbeiten, Szenenbild und Kostüme

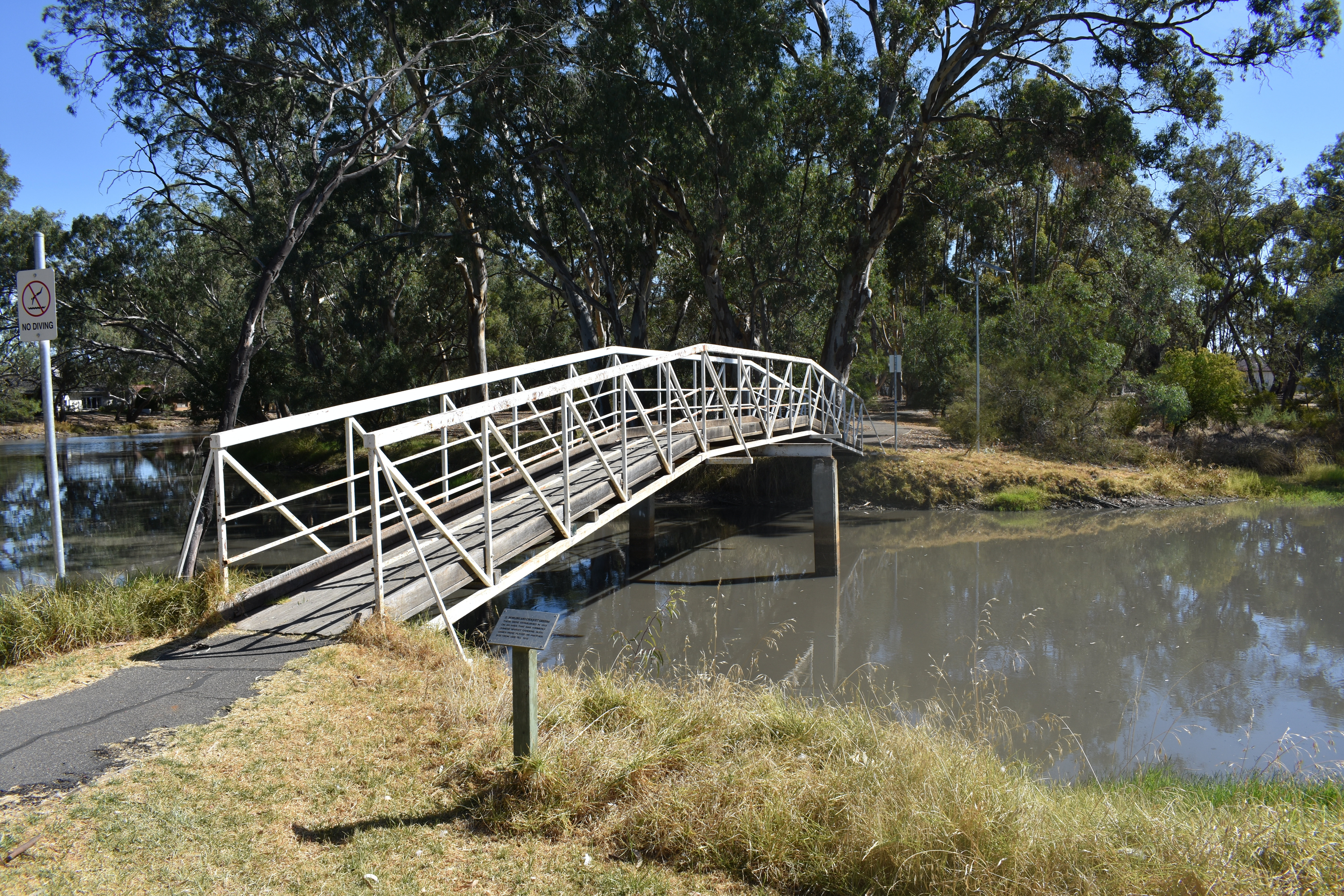
Gedreht wurde überwiegend in und um die Stadt Warracknabeal nordwestlich von Melbourne

Die Dreharbeiten fanden ab März 2019 in Victoria statt. Sämtliche Aufnahmen entstanden an insgesamt 34 Drehtagen außerhalb von Studios. In der ersten Woche drehte man in Castlemaine, wo die meisten Rückblenden entstanden. Es folgten Dreharbeiten in der Region Wimmera, in einer kleinen Stadt namens Warracknabeal, etwa vier Stunden nordwestlich von Melbourne. Weitere Aufnahmen entstanden ein oder zwei Stunden von diesem Ort entfernt. In der letzten Woche drehte man in und um Melbourne. Als Kameramann fungierte Stefan Duscio, mit dem Connolly zuletzt für die Miniserie Barracuda zusammenarbeitete.
Das Szenenbild verantwortete Ruby Mathers, die Kostüme stammen von Cappi Ireland, die ebenfalls an Barracuda beteiligt war.

### Musik
Der von Peter Raeburn produzierte Soundtrack enthält eine Coverversion des Songs Under The Milky Way der australischen Band The Church, die im Abspann läuft. Den Gesang steuerte die Schauspielerin BeBe Bettencourt bei, deren Rolle Ellie Deacon das Lied bereits im Film an einem nächtlichen Lagerfeuer anstimmt.

### Marketing und Veröffentlichung
Nach der Veröffentlichung des ersten Trailers und ersten Vorstellungen in Melbourne und Adelaide im Dezember 2020 kam der Film am 1. Januar 2021 in die australischen und neuseeländischen Kinos. Im April 2021 wurde er beim San Francisco International Film Festival vorgestellt. Die Rechte für Nordamerika liegen bei IFC Films. Am 21. Mai 2021 kam er in ausgewählte US-Kinos. Im Juni 2021 wurde er beim Fantasy Filmfest vorgestellt und feierte hier seine Deutschlandpremiere.

## Rezeption

### Kritiken und Einspielergebnis
Der Film wird von 90 Prozent aller bei Rotten Tomatoes erfassten Kritiker positiv bewertet und erhielt 7,3 von möglichen 10 Punkten.
Alexander Hertel beschäftigte sich für den Filmdienst mit dem Film und schrieb: „Regisseur Robert Connolly inszeniert die Geschichte ruhig und unaufgeregt, fast schon ohne Schwung, aber immer geradlinig. Ähnlich zurückgenommen ist das Spiel von Eric Bana, der stoisch und beinahe ausdruckslos den ruhigen Protagonisten mimt. Dem Hass und den Vorurteilen, die ihm in Kiewarra entgegenschlagen, begegnet er zurückhaltend und unaufgeregt.“ Hertel lobte, dass im Film der aktuelle und ein zurückliegender Fall „so geschickt miteinander verbunden“ worden seien, dass „der Erzählfluss nicht gestört“ werde.
Die weltweiten Einnahmen des Films aus Kinovorführungen belaufen sich auf 17,4 Millionen US-Dollar.

### Auszeichnungen
AACTA Awards 2021
- Auszeichnung für das Beste adaptierte Drehbuch (Robert Connolly und Harry Cripps)
- Auszeichnung für die Beste Kamera (Stefan Duscio)
- Nominierung als Bester Film
- Nominierung für die Beste Regie (Robert Connolly)
- Nominierung als Bester Hauptdarsteller (Eric Bana)
- Nominierung als Beste Hauptdarstellerin (Genevieve O’Reilly)
- Nominierung als Beste Nebendarstellerin (Miranda Tapsell)[22][23]

## Synchronisation
Die deutsche Synchronisation entstand nach einem Dialogbuch und der Dialogregie von Heiko Feld im Auftrag der Münchner Synchron GmbH.
| Darsteller            | Synchronsprecher         | Rolle           |
| --------------------- | ------------------------ | --------------- |
| Eric Bana             | Benjamin Völz            | Falk            |
| Julia Blake           | Dorothea Anzinger        | Barb            |
| Daniel Frederiksen    | Claus-Peter Damitz       | Dr. Leigh       |
| BeBe Bettencourt      | Anouk Elias              | Ellie           |
| Jeremy Lindsay Taylor | Stefan Lehnen            | Erik Falk       |
| Joe Klocek            | Malte Wetzel             | Falk (jung)     |
| Bruce Spence          | Michael Schwarzmaier     | Gerry           |
| Matt Nable            | Ole Pfennig              | Grant Dow       |
| Genevieve O’Reilly    | Claudia Urbschat-Mingues | Gretchen        |
| Claude Scott-Mitchell | Maresa Sedlmeir          | Gretchen (jung) |
| James Frecheville     | Matthias Kupfer          | Jamie Sullivan  |
| Sam Corlett           | Mio Lechenmayr           | Luke (jung)     |
| William Zappa         | Tommi Piper              | Mal Deacon      |
| Eddie Baroo           | Pat Zwingmann            | McMurdo         |
| Keir O’Donnell        | Jan Makino               | Raco            |
| Miranda Tapsell       | Bettina Zech             | Rita            |
| Renee Lim             | Laura Maire              | Sandra          |
| John Polson           | Martin Halm              | Whitlam         |